# Earth's Last Citadel
Earth's Last Citadel (Ultima citadelă a Pământului) este un roman științifico-fantastic scris de soții americani C. L. Moore și Henry Kuttner. A fost publicat pentru prima dată în 1943 în revista Argosy și sub formă de carte în 1964.

## Rezumat
În timpul celui de-Al Doilea Război Mondial, patru persoane (două aparținând Aliaților, două Axei) găsesc un vehicul ciudat în deșertul tunisian. Acesta îi transportă în viitorul îndepărtat, unde Pământul a fost cucerit, iar omenirea este aproape dispărută.